# Maska podsieci
Maska podsieci, maska adresu (ang. subnetwork mask, address mask) – liczba służąca do wyodrębnienia w adresie IP części będącej adresem podsieci i części, która jest adresem hosta w tej podsieci.
Pola adresu IP, dla których w masce znajduje się bit równy 1, należą do adresu podsieci, a pozostałe bity do adresu urządzenia w tej podsieci. Po wykonaniu iloczynu bitowego (funkcja AND) maski i adresu IP otrzymuje się adres IP całej podsieci, do której należy urządzenie z tym adresem IP.
Model adresowania w oparciu o maski adresów wprowadzono w odpowiedzi na początkowo sztywny, lecz w rezultacie niewystarczający podział adresów na klasy A, B i C. Pozwala on w elastyczny sposób dowolnie dzielić duże sieci (zwłaszcza te o ograniczonej puli adresów IP) na mniejsze podsieci.
Maska adresu jest takiej samej długości jak adres IP i składa się z ciągu bitów o wartości 1, po których następuje ciąg zer – dla IPv4 maska ma 32 bity, dla IPv6 ma 128 bitów. W przypadku IPv4 podawana jest najczęściej w postaci czterech liczb 8-bitowych zapisanych zazwyczaj dziesiętnie i oddzielonych kropkami (na przykład 255.255.255.224). Wartość maski musi być znana wszystkim routerom i komputerom znajdującym się w danej podsieci. W wyniku porównywania maski adresu — np. 255.255.255.0 — z konkretnym adresem IP — np. 192.180.5.22 – router otrzymuje informację o tym, która część adresu identyfikuje podsieć — w tym przypadku 192.180.5, a która urządzenie mające przypisany ten adres IP — .22.
Często można spotkać się ze skróconym zapisem maski w postaci określającej liczbę początkowych bitów mających wartość 1 (zob. CIDR). Najczęściej spotykany jest zapis, w którym podawany jest adres podsieci, a następnie po rozdzielającym ukośniku skrócony zapis maski. Dla powyższego przykładu byłoby to:
```
192.180.5.0/24
```

W przypadku IPv6 najczęściej nie mówi się o masce podsieci, lecz o prefiksie podsieci, ponieważ skrócony zapis maski jest niejako koniecznością:
```
2001:0db8::/32
```

Pełny zapis maski, ze względu na jej długość, jest całkowicie niepraktyczny i mało przejrzysty. Dla powyższego przykładu maska ta mogłaby przyjąć jedną z postaci, które są oczywiście tożsame, a różnią się tylko sposobem zapisu:
```
ffff:ffff:0000:0000:0000:0000:0000:0000
ffff:ffff:0:0:0:0:0:0
ffff:ffff::
```

## Przykład
Podstawową funkcją maski podsieci jest określenie, ile kolejnych bitów w adresie IP stanowi adres podsieci, czyli adres jednoznacznie identyfikujący daną podsieć. Pozostałe bity określają już adresy konkretnego hosta w tej podsieci (adres urządzenia końcowego). Tam, gdzie w masce bit ustawiony jest na 1, odpowiadający mu bit adresu IP należy do adresu podsieci, natomiast tam, gdzie bit jest równy 0 – odpowiadający mu bit adresu IP należy do adresu hosta. Bity maski podsieci zawsze są ustawiane na 1, poczynając od bitu najbardziej znaczącego (żar. najstarszego), przykładowo:
```
adres IPv4     = 128.10.2.3      = 
10000000 00001010
 
00000010
 00000011
```

```
maska podsieci = 255.255.255.0   = 
11111111 11111111
 
11111111
 00000000
```

W tym przypadku adresem podsieci są trzy pierwsze oktety (8 ⋅ 3 = 24 bity) adresu IP, ponieważ 24 najstarsze bity maski podsieci są jedynkami. Zgodnie z tą zasadą, dodając jeszcze jedną jedynkę do maski, przydziela się dodatkowy bit do adresu podsieci:
```
maska podsieci = 255.255.255.128  = 
11111111 11111111
 
11111111
 
1
0000000
```

Na podstawie takiej maski można stwierdzić, że 25 najstarszych bitów adresu IP odpowiada za identyfikację podsieci, a pozostałe 7 pozwala określić adres urządzenia w niej działającego, jak np:
```
adres IPv4     = 128.10.2.3       = 
10000000 00001010
 
00000010
 
0
0000011
```

## Uzyskiwanie adresu sieci z adresu IPv4 i maski
Mając do dyspozycji adres IP urządzenia oraz maskę, można obliczyć adres całej podsieci przy użyciu operacji AND
|                         | 1. oktet | 2. oktet | 3. oktet | 4. oktet |
| ----------------------- | -------- | -------- | -------- | -------- |
| Adres IP: 192.168.1.145 | 11000000 | 10101000 | 00000001 | 10010001 |
| Maska: 255.255.255.128  | 11111111 | 11111111 | 11111111 | 10000000 |
| Wynik operacji AND      | 11000000 | 10101000 | 00000001 | 10000000 |
Otrzymany wynik jest adresem podsieci, po przekształceniu go na zapis dziesiętny ma on postać 192.168.1.128.
Mając adres podsieci można także prosto obliczyć adres rozgłoszeniowy. W tym celu stosuje się negację bitów maski, a powstałą liczbę dodaje do adresu podsieci:
|                       | 1. oktet | 2. oktet | 3. oktet | 4. oktet |
| --------------------- | -------- | -------- | -------- | -------- |
| Maska 255.255.255.128 | 11111111 | 11111111 | 11111111 | 10000000 |
| Operacja NOT          | 00000000 | 00000000 | 00000000 | 01111111 |
Uzyskany adres to 0.0.0.127. Teraz każdy z oktetów należy dodać do odpowiadającego mu oktetu adresu podsieci. Jako że 3 pierwsze oktety są równe zero, wystarczy dodać ostatni: 128+127=255. Szukanym adresem rozgłoszeniowym w tej podsieci jest więc 192.168.1.255.

## Przeliczanie masek w IPv4
Liczba dostępnych adresów hostów w danej podsieci jest o 2 mniejsza (zarezerwowany jest adres podsieci i adres broadcastu) od liczby możliwych unikalnych adresów w tej podsieci:
N = 232 - CIDR - 2
Numer CIDR oznacza, ile bitów odpowiada za określenie adresu podsieci. Innymi słowy, informuje, ile bitów ustawionych na 1 znajduje się w masce podsieci:
| CIDR | Maska podsieci  | Liczba dostępnych adresów hostów |
| ---- | --------------- | -------------------------------- |
| /1   | 128.0.0.0       | 2 147 483 646                    |
| /2   | 192.0.0.0       | 1 073 741 822                    |
| /3   | 224.0.0.0       | 536 870 910                      |
| /4   | 240.0.0.0       | 268 435 454                      |
| /5   | 248.0.0.0       | 134 217 726                      |
| /6   | 252.0.0.0       | 67 108 862                       |
| /7   | 254.0.0.0       | 33 554 430                       |
| /8   | 255.0.0.0       | 16 777 214                       |
| /9   | 255.128.0.0     | 8 388 606                        |
| /10  | 255.192.0.0     | 4 194 302                        |
| /11  | 255.224.0.0     | 2 097 150                        |
| /12  | 255.240.0.0     | 1 048 574                        |
| /13  | 255.248.0.0     | 524 286                          |
| /14  | 255.252.0.0     | 262 142                          |
| /15  | 255.254.0.0     | 131 070                          |
| /16  | 255.255.0.0     | 65 534                           |
| /17  | 255.255.128.0   | 32 766                           |
| /18  | 255.255.192.0   | 16 382                           |
| /19  | 255.255.224.0   | 8 190                            |
| /20  | 255.255.240.0   | 4 094                            |
| /21  | 255.255.248.0   | 2 046                            |
| /22  | 255.255.252.0   | 1 022                            |
| /23  | 255.255.254.0   | 510                              |
| /24  | 255.255.255.0   | 254                              |
| /25  | 255.255.255.128 | 126                              |
| /26  | 255.255.255.192 | 62                               |
| /27  | 255.255.255.224 | 30                               |
| /28  | 255.255.255.240 | 14                               |
| /29  | 255.255.255.248 | 6                                |
| /30  | 255.255.255.252 | 2                                |